# يونس التسولي
يونس التسولي مواطن مغربي مقيم بالمملكة المتحدة منذ سنة 2007. اتهم وحُكم بالسجن 16 عامًا بتهمة التحريض على القيام بأعمال إرهابية. كان التسولي يعتبر المطلوب الأول في العالم في قضايا الجهاد الإلكتروني وكانت تحوم شبهات كثيرة حول كونه صاحب حساب «إرهابي007» الذي كان يتشبه فيه بجيمس بوند.